# Формула Шарвіна
Формула Шарвіна — математичний вираз для опору балістичного контакту у формі отвору малого діаметра d << l у непрозорій для електронів перегородці, де l — мінімальна (щодо пружних або непружних зіткнень) довжина вільного пробігу. Формула вперше була отримана Юрієм Васильовичем Шарвіним в 1965 р.

## Якісне пояснення
Електричний контакт називають балістичним, якщо його розміри істотно менше довжини вільного пробігу l. Найпростішою моделлю такого контакту є модель круглого отвору діаметром d, набагато меншим довжини l, у нескінченно тонкої діелектричній перегородці між двома масивними металами (берегами контакту), до яких прикладена різниця потенціалів V. Електрони, що потрапили в отвір, вільно проходять через нього і створюють електричний струм. Електрони, що зіткнулися з перегородкою, відбиваються назад у той же берег і не беруть участь у процесі провідності. Шарвін зауважив, що балістичний опір {\displaystyle R_{Sh}} такого контакту визначається областю металу з характерним об'ємом {\displaystyle d^{2}l} і за порядком величини збігається з опором циліндра діаметром d і довжиною l:
{\displaystyle R_{Sh}^{-1}\sim \sigma {\frac {{d}^{2}}{l}}\sim {\frac {n{{e}^{2}}l}{{p}_{F}}}{\frac {{d}^{2}}{l}}={\frac {n{{e}^{2}}{{d}^{2}}}{{p}_{F}}},} (1)
де {\displaystyle \sigma ={\frac {n{{e}^{2}}l}{{p}_{F}}}} — питома електропровідність металу, n — щільність носіїв заряду в металі, e — заряд електрона, {\displaystyle p_{F}} — Фермі — імпульс. Формулу (1) часто називають опором Шарвіна. Опір (1) не залежить від довжини вільного пробігу і визначається тільки характеристиками електронного спектра і геометрією контакту.

## Теорія
Опір Шарвіна для довільного закону дисперсії електронів в металі може бути обчислено за допомогою рішення кінетичного рівняння Больцмана для квазікласичної функції розподілу з граничною умовою її рівноважности далеко від контакту. У балістичній границі рівняння не містить інтеграли зіткнень електронів з домішками, фононами та ін. Результат обчислень при малих напругах (наближення закону Ома) має такий вигляд:
{\displaystyle {{R}_{Sh}^{-1}}={\frac {{{e}^{2}}{{S}_{c}}{{S}_{F}}}{{\left(2\pi \hbar \right)}^{3}}}\left\langle {\frac {{v}_{\parallel }}{v}}\right\rangle ,} (2)
де {\displaystyle S_{c}} — площа контакту довільної форми, {\displaystyle S_{F}} — площа поверхні Фермі, {\displaystyle v_{\parallel }} і {\displaystyle v} — паралельна осі контакту складова швидкості електрона і її абсолютне значення, {\displaystyle <...>} означає усереднення за частиною поверхні Фермі, на якій {\displaystyle v_{\parallel }>0}. Для круглого отвору і сферичної поверхні Фермі формула (2) призводить до результату:
{\displaystyle R_{Sh}^{-1}={\frac {3\pi }{16}}{\frac {n{{e}^{2}}{{d}^{2}}}{{p}_{F}}},} (3)
що відрізняється від результату (1), отриманого за допомогою найпростіших якісних міркувань, лише постійним числовим коефіцієнтом.

## Використання формули
Балістичні контакти, опір яких описується формулою Шарвіна, є важливим інструментом фізичних досліджень. Дослідження вольт-амперних характеристик мікроконтактів і їх похідних покладено в основу мікроконтактної спектроскопії взаємодії електронів з бозонними збудженнями провідника. Вона використовується при розрахунку провідних характеристик гранульованих провідників, в яких контакти між окремими гранулами в багатьох випадках добре описуються формулою Шарвіна. За допомогою формули Шарвіна може бути розрахований критичний струм джозефсонівських слабких зв'язків у вигляді мікромостків між двома надпровідниками.